# Канатная дорога (Нарикала)
Канатная дорога Парк Рике — Нарикала — одна из трёх канатных дорог в Тбилиси. Является достопримечательностью города.

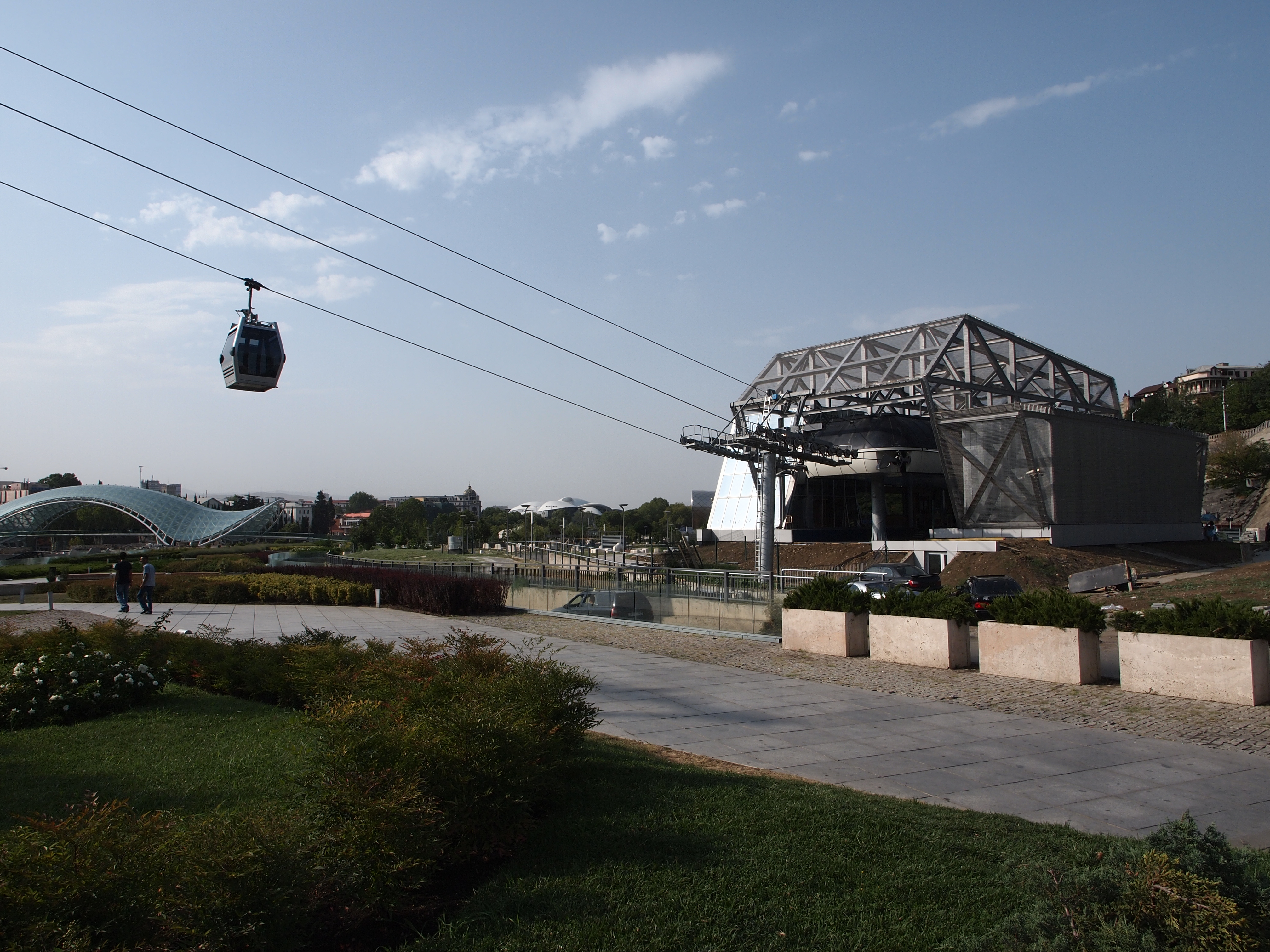
Нижняя площадка канатной дороги

Нижняя площадка канатной дороги располагается в Парке Рике, у входа в него с Площади Европы, верхняя — на Сололакском холме у крепости Нарикала.

## Характеристики
Протяжённость маршрута — 508 метров, разница высот между верхней и нижней станциями — 94 метра. Время подъема 1 мин 42 сек.. Максимальная скорость 5 км/ч. Вместительность кабины до 8 человек, внутри скамейки. Всего 7 кабин.

## История
Открыта в 2012 году. Последняя масштабная реконструкция с заменой кабинок была в 2017 году (замена кабинок).

## Время работы и стоимость
Время работы: 11:00—23:00. Цена проезда в одну сторону — 2,5 лари. Оплата транспортной картой MetroMoney, которая стоит 2 лари. 